# 下神明天祖神社
下神明天祖神社（しもしんめいてんそじんじゃ）は、東京都品川区二葉にある神社。登記上の宗教法人名称は天祖神社（てんそじんじゃ）。旧下蛇窪村鎮守。

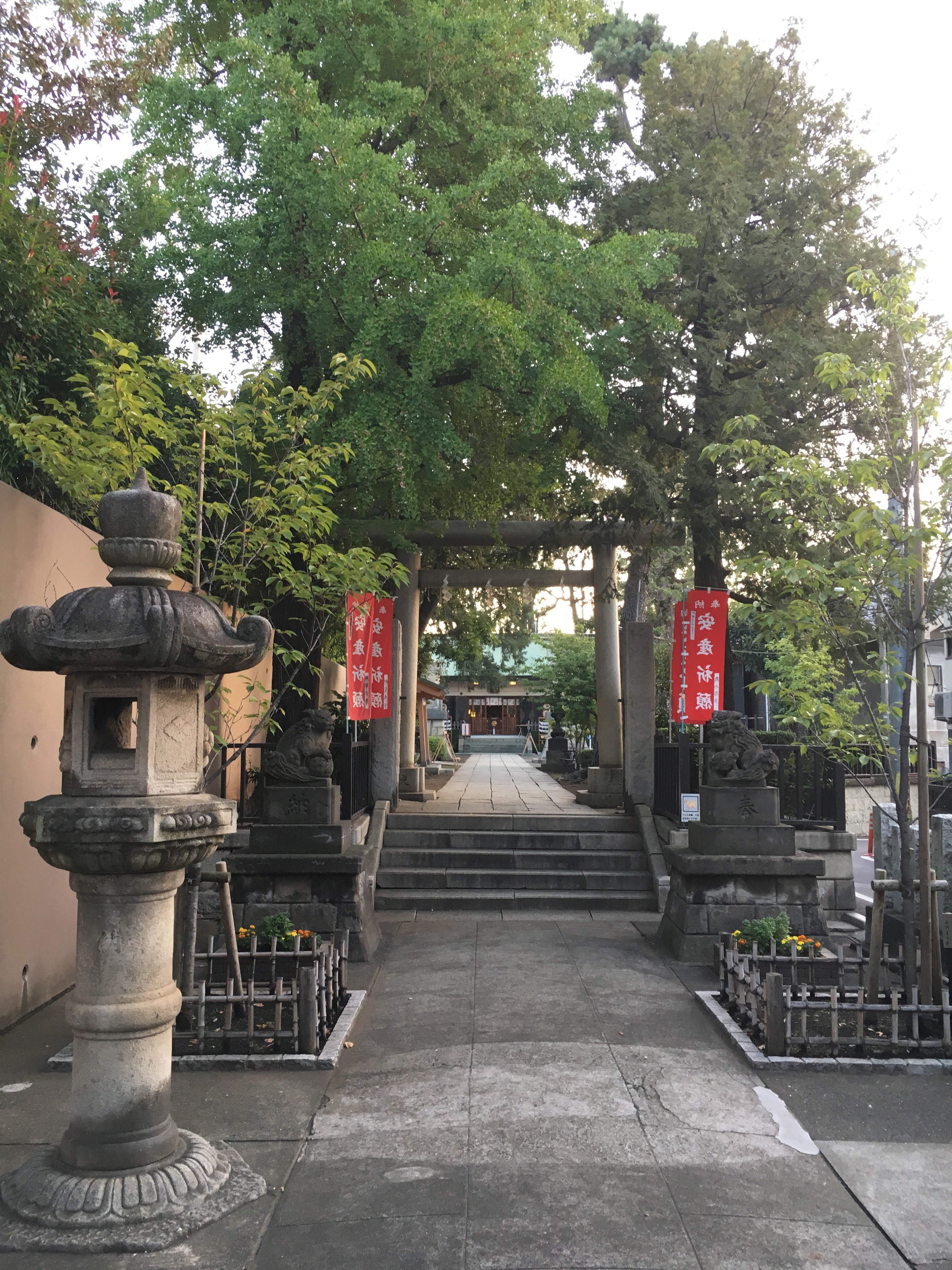
鳥居

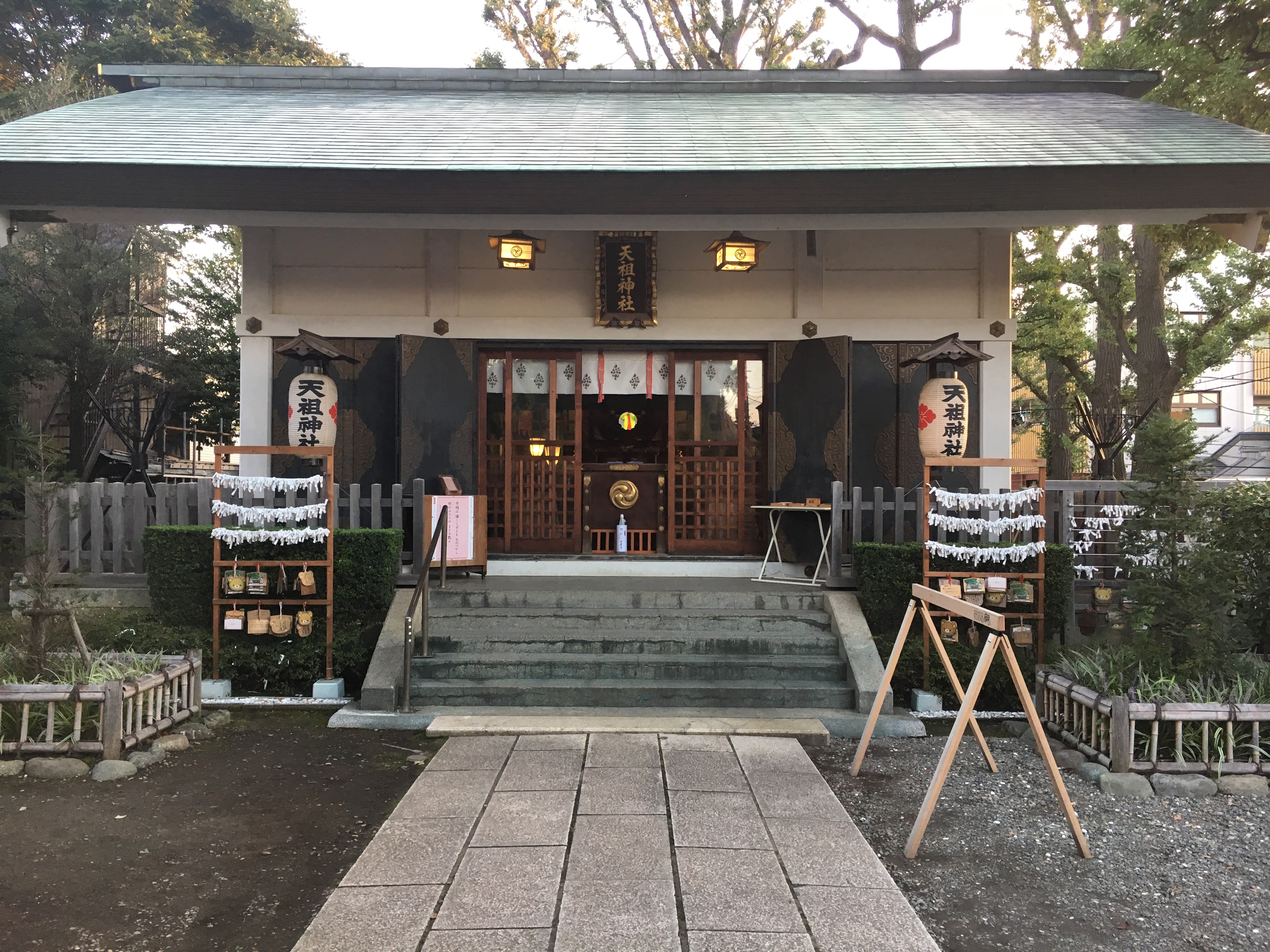
拝殿

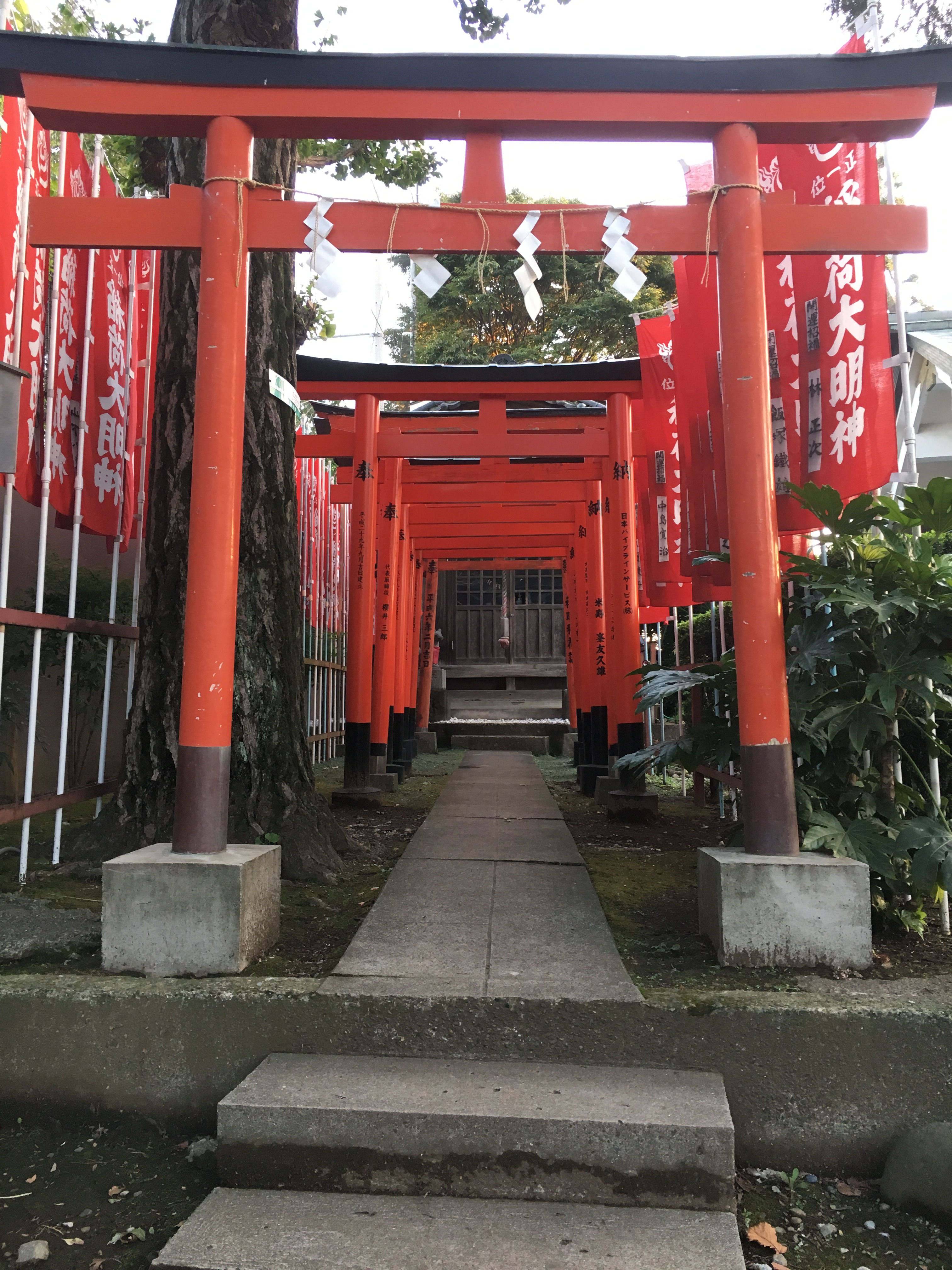
稲荷神社

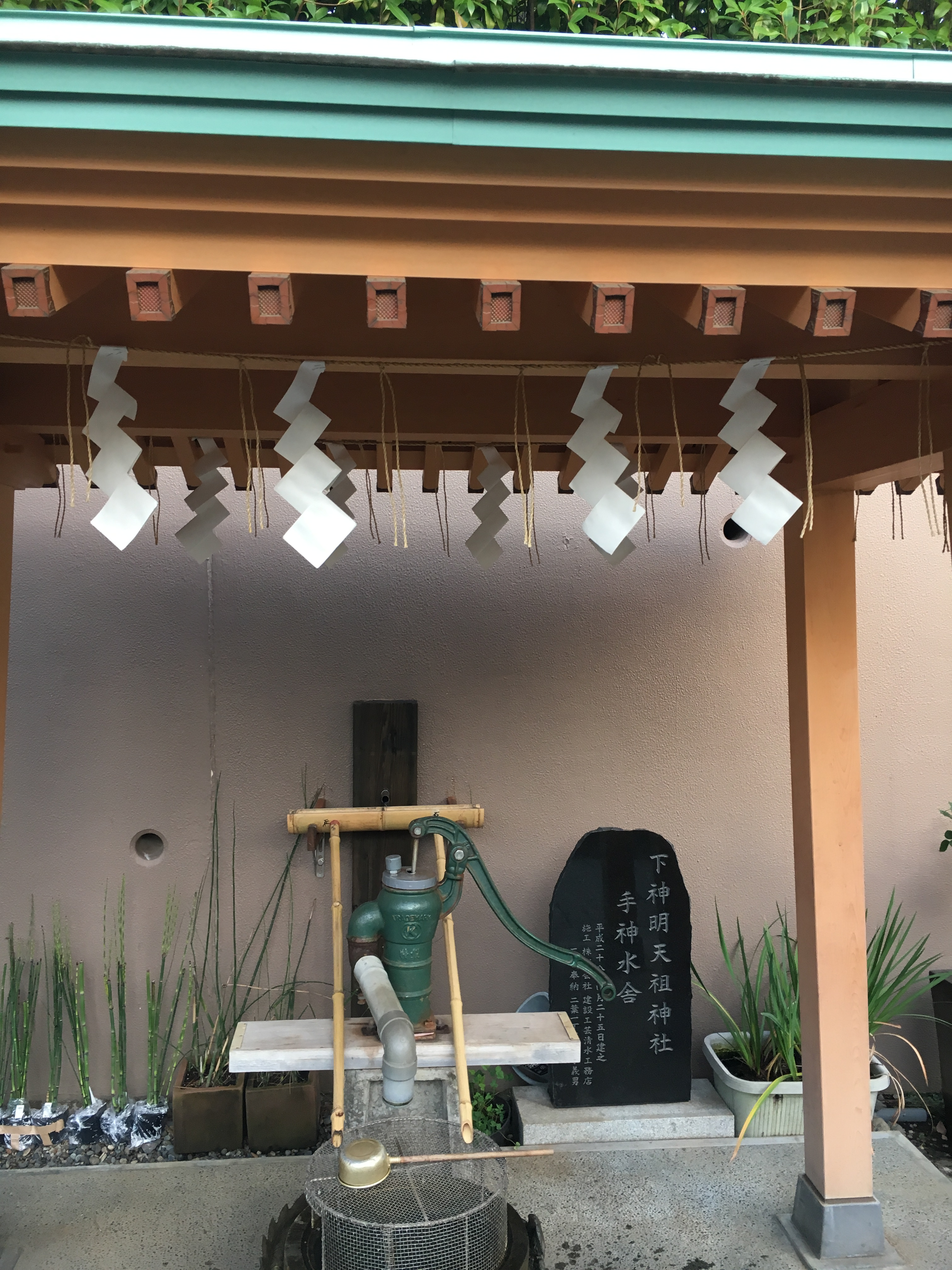
手神水舎

## 由緒
創建に関しては明らかになっていないが、文献では江戸幕府六代将軍・徳川家宣の時代以前から鎮座していたという。
その後、蛇窪村（江戸時代の当地の地名）が上蛇窪村と下蛇窪村に分かれた正保年間（1644年から1647年）に、天祖神社が下神明天祖神社と近隣の蛇窪神社（上神明天祖神社）とに分かれたとされているのが有力な説であるが、その時期などに関しても確実な記録がない。
また、最寄駅である東急大井町線下神明駅は、当神社が名の由来となっている。

## 境内社
- 稲荷神社

## 年中行事
- 歳旦祭 - 1月1日（元旦）午前0時[2]
- 節分祭 - 2月3日午後4時
- 初午祭 - 2月最初の午の日
- 紀元祭 - 2月11日建国記念の日
- 祈年祭 - 2月17日
- 御田植祭 - 5月連休最終日午前11時
- 夏越大祓 - 6月30日午後7時
- 形代流神事 - 毎年7月初め
- 抜穂 - 毎年9月例祭前
- 例祭(例大祭) - 9月中旬
- 新嘗祭 - 11月23日
- 天長祭 - 12月23日
- 年越大祓 - 12月30日午後7時
- 除夜・御焚上祭 - 12月31日午後11時40分
- 月次祭 - 毎月1日・15日朝7時（1月を除く）

## アクセス
- 東急大井町線下神明駅より徒歩。または、京浜東北線・りんかい線大井町駅または横須賀線西大井駅よりいずれも徒歩。
- 拝観は無料。